# Чемпіонат України з футболу серед аматорів 2011
Чемпіонат України з футболу серед аматорів 2011 — 15-ий чемпіонат України серед аматорів. Розпочався 27 квітня 2011 року.

## Учасники
У чемпіонаті беруть участь 24 команди, розбитих на 4 групи.
| 1 група | 2 група | 3 група | 4 група |
| --- | --- | --- | --- |
| 1. «Авангард» (Новоград-Волинський) 2. «Арсенал» (Житомир) 3. «Збруч» (Волочиськ) 4. СК «Коростень» (Коростень) 5. «Металург» (Малин) 6. ОДЕК (смт Оржів) 7. ФК «Самбір» (Самбір) | 1. «Діназ» (Вишгород) 2. «Єдність-2» (с. Плиски) 3. «Нове життя» (с. Андріївка) 4. «Путрівка» (с. Путрівка) 5. «Славутич» (Черкаси) 6. «УкрАгроКом» (с. Головківка) | 1. «Кристал» (Херсон) 2. «Мир» (с. Горностаївка) 3. «Олімпік» (Кіровоград) 4. «Реал Фарм» (Южне) 5. «СКАД-Ялпуг» (Болград) 6. «Торпедо» (Миколаїв) | 1. «Авангард» (Краматорськ) 2. ФК «Лисичанськ» (Лисичанськ) 3. «Локомотив» (Куп'янськ) 4. «Макіїввугілля» (Макіївка) 5. ФК «Попасна» (Попасна) |

## Груповий етап

### Група 1

#### Результати
| Команда        | АВН | АРС | ЗБР | КОР | МЕТ | ОДЕ | САМ |
| -------------- | --- | --- | --- | --- | --- | --- | --- |
| «Авангард» Н   |     | 0:2 | 2:1 | 3:1 | 3:0 | 3:4 | 1:5 |
| «Арсенал»      | +:- |     | 1:2 | 3:1 | 1:0 | 2:0 | 0:1 |
| «Збруч»        | +:- | 3:0 |     | 3:0 | 3:0 | 2:1 | 1:1 |
| СК «Коростень» | 4:1 | 0:1 | 0:1 |     | 3:0 | 2:1 | 1:1 |
| «Металург»     | 2:4 | 1:6 | 1:3 | 3:2 |     | 1:5 | 0:1 |
| ОДЕК           | 5:0 | 1:1 | 2:1 | 3:0 | 4:1 |     | 1:0 |
| ФК «Самбір»    | 2:0 | 3:1 | 4:0 | 5:0 | 0:0 | 1:0 |     |

#### Турнірна таблиця
| М | Команда                          | І  | В | Н | П  | РМ    | О  |
| - | -------------------------------- | -- | - | - | -- | ----- | -- |
| 1 | ФК «Самбір»                      | 12 | 8 | 3 | 1  | 24−5  | 27 |
| 2 | «Збруч» (Волочиськ)              | 12 | 8 | 1 | 3  | 20−12 | 25 |
| 3 | ОДЕК (Оржів)                     | 12 | 7 | 1 | 4  | 27−14 | 22 |
| 4 | «Арсенал» (Житомир)              | 12 | 7 | 1 | 4  | 18−12 | 22 |
| 5 | «Авангард» (Новоград-Волинський) | 12 | 4 | 0 | 8  | 17−26 | 12 |
| 6 | СК «Коростень»                   | 12 | 3 | 2 | 7  | 14−20 | 11 |
| 7 | «Металург» (Малин)               | 12 | 1 | 0 | 11 | 9−40  | 3  |

### Група 2

#### Результати
| Команда       | ДІН | ЄДН | НЖИ | ПУТ | СЛА | УКР |
| ------------- | --- | --- | --- | --- | --- | --- |
| «Діназ»       |     | 0:1 | 1:5 | 1:3 | 0:1 | 0:5 |
| «Єдність-2»   | 1:1 |     | 2:1 | 3:2 | 2:1 | 3:2 |
| «Нове життя»  | 1:0 | 2:1 |     | 3:1 | 2:1 | 3:0 |
| ФК «Путрівка» | 3:0 | 4:0 | 2:3 |     | 3:0 | +:- |
| «Славутич»    | 1:0 | 2:0 | 0:3 | 0:2 |     | 2:1 |
| «УкрАгроКом»  | 4:0 | 2:1 | 0:2 | 2:1 | 4:0 |     |

#### Турнірна таблиця
| М | Команда                   | І  | В | Н | П | РМ    | О  |
| - | ------------------------- | -- | - | - | - | ----- | -- |
| 1 | «Нове життя» (Андріївка)  | 10 | 9 | 0 | 1 | 25−8  | 27 |
| 2 | ФК «Путрівка»             | 10 | 6 | 0 | 4 | 21−12 | 18 |
| 3 | «Єдність-2» (Плиски)      | 10 | 5 | 1 | 4 | 14−17 | 16 |
| 4 | «УкрАгроКом» (Головківка) | 10 | 5 | 0 | 5 | 20−12 | 15 |
| 5 | «Славутич» (Черкаси)      | 10 | 4 | 0 | 6 | 8−17  | 12 |
| 6 | «Діназ» (Вишгород)        | 10 | 0 | 1 | 9 | 3−25  | 1  |

### Група 3

#### Результати
| Команда      | КРИ | МИР | ОЛІ | РЕА | СКА | ТОР |
| ------------ | --- | --- | --- | --- | --- | --- |
| «Кристал»    |     | 1:0 | 4:0 | 3:4 | 4:0 | 0:3 |
| «Мир»        | 3:1 |     | 3:0 | 2:0 | 2:0 | 1:1 |
| «Олімпік»    | 0:3 | 1:1 |     | 0:1 | 0:0 | 2:2 |
| «Реал Фарм»  | 0:0 | 1:0 | 3:0 |     | 6:1 | 1:2 |
| «СКАД-Ялпуг» | 0:1 | 0:4 | 2:0 | 1:2 |     | 0:3 |
| «Торпедо»    | 4:2 | 2:1 | 3:0 | 2:3 | 3:0 |     |

#### Турнірна таблиця
| М | Команда                | І  | В | Н | П | РМ    | О  |
| - | ---------------------- | -- | - | - | - | ----- | -- |
| 1 | «Торпедо» (Миколаїв)   | 10 | 7 | 2 | 1 | 25−10 | 23 |
| 2 | «Реал Фарм» (Южне)     | 10 | 7 | 1 | 2 | 21−11 | 22 |
| 3 | «Мир» (Горностаївка)   | 10 | 5 | 2 | 3 | 17−7  | 17 |
| 4 | «Кристал» (Херсон)     | 10 | 5 | 1 | 4 | 19−14 | 16 |
| 5 | «СКАД-Ялпуг» (Болград) | 10 | 1 | 1 | 8 | 4−25  | 4  |
| 6 | «Олімпік» (Кіровоград) | 10 | 0 | 3 | 7 | 3−22  | 3  |

### Група 4

#### Результати
| Команда         | АВК | ЛИС | ЛОК | МАК | ПОП |
| --------------- | --- | --- | --- | --- | --- |
| «Авангард» К    |     | 2:0 | 2:0 | 0:0 | 2:0 |
| ФК «Лисичанськ» | 0:3 |     | 0:1 | 1:0 | 2:0 |
| «Локомотив»     | 3:0 | 3:1 |     | 3:1 | 0:0 |
| «Макіїввугілля» | 0:2 | 0:2 | 0:0 |     | 2:1 |
| ФК «Попасна»    | 1:4 | 0:0 | 0:2 | 2:3 |     |

#### Турнірна таблиця
| М | Команда                    | І | В | Н | П | РМ   | О  |
| - | -------------------------- | - | - | - | - | ---- | -- |
| 1 | «Авангард» (Краматорськ)   | 8 | 6 | 1 | 1 | 15−4 | 19 |
| 2 | «Локомотив» (Куп'янськ)    | 8 | 5 | 2 | 1 | 12−4 | 17 |
| 3 | ФК «Лисичанськ»            | 8 | 3 | 1 | 4 | 6−9  | 10 |
| 4 | «Макіїввугілля» (Макіївка) | 8 | 2 | 2 | 4 | 6−11 | 8  |
| 5 | ФК «Попасна»               | 8 | 0 | 2 | 6 | 4−15 | 2  |

### Стиковий матч
За восьме місце у фінальному турнірі, яке звільнилося через здобуття професіонального статусу командами, що посіли 2—5 місця в групі 3, змагалися треті команди в групах 1 і 2. За підсумками матчу оржівський ОДЕК отримав місце у фінальному турнірі.
| 31 серпня 2011 15:00 |

| ОДЕК (Оржів) | 0—0 (д. ч.) | «Єдність-2» (Плиски) |
| ------------ | ----------- | -------------------- |
|              | протокол    |                      |

| «Темп», Київ Глядачів: 100 Арбітр: Олександр Сахно (Київська обл.) |

|  |     | Пенальті |
|  | 3—1 |          |

## Фінальний етап
Фінальний етап відбудеться у вересні 2011 року в двох групах, одна з яких гратиме у Львівській області (господар — ФК «Самбір»), а друга — у Васильківському районі Київської області (господар — ФК «Путрівка»).

### Група А
Матчі відбулися з 15 по 18 вересня у Львівській області.

#### Перший тур
| 15 вересня 2011 13:00 |

| ОДЕК (Оржів) | 0:3 | «Нове життя» (Андріївка) |
| ------------ | --- | ------------------------ |
|              |     |                          |

| «Дністер», Самбір |

| 15 вересня 2011 16:30 |

| ФК «Самбір» | 1:0 | ФК «Лисичанськ» |
| ----------- | --- | --------------- |
|             |     |                 |

| «Дністер», Самбір |

#### Другий тур
| 16 вересня 2011 13:00 |

| ФК «Лисичанськ» | 0:3 | «Нове життя» (Андріївка) |
| --------------- | --- | ------------------------ |
|                 |     |                          |

| «Дністер», Самбір |

| 16 вересня 2011 16:30 |

| ФК «Самбір» | 1:1 | ОДЕК (Оржів) |
| ----------- | --- | ------------ |
|             |     |              |

| «Дністер», Самбір |

#### Третій тур
| 18 вересня 2011 16:00 |

| ОДЕК (Оржів) | 2:2 | ФК «Лисичанськ» |
| ------------ | --- | --------------- |
|              |     |                 |

| «Лафорт Арена», Добромиль |

| 18 вересня 2011 16:00 |

| «Нове життя» (Андріївка) | 1:1 | ФК «Самбір» |
| ------------------------ | --- | ----------- |
|                          |     |             |

| «Дністер», Самбір |

#### Підсумкова таблиця
| М | Команда         | І | В | Н | П | РМ  | О |
| - | --------------- | - | - | - | - | --- | - |
| 1 | «Нове життя»    | 3 | 2 | 1 | 0 | 7−1 | 7 |
| 2 | ФК «Самбір»     | 3 | 1 | 2 | 0 | 3−2 | 5 |
| 3 | ОДЕК            | 3 | 0 | 2 | 1 | 3−6 | 2 |
| 4 | ФК «Лисичанськ» | 3 | 0 | 1 | 2 | 2−6 | 1 |

### Група Б
Матчі відбулися з 14 по 17 вересня у Васильківському районі Київської області

#### Перший тур
| 14 вересня 2011 16:00 |

| ФК «Путрівка» | 3:1 | «Збруч» (Волочиськ) |
| ------------- | --- | ------------------- |
|               |     |                     |

| «Салтік», с. Мала Солтанівка |

| 14 вересня 2011 16:00 |

| «Локомотив» (Куп'янськ) | 1:2 | «Торпедо» (Миколаїв) |
| ----------------------- | --- | -------------------- |
|                         |     |                      |

| «Дружба», с. Ксаверівка |

#### Другий тур
| 15 вересня 2011 16:00 |

| ФК «Путрівка» | 3:1 | «Локомотив» (Куп'янськ) |
| ------------- | --- | ----------------------- |
|               |     |                         |

| «Салтік», с. Мала Солтанівка |

| 15 вересня 2011 16:00 |

| «Збруч» (Волочиськ) | 1:2 | «Торпедо» (Миколаїв) |
| ------------------- | --- | -------------------- |
|                     |     |                      |

| «Дружба», с. Ксаверівка |

#### Третій тур
| 17 вересня 2011 16:00 |

| «Торпедо» (Миколаїв) | 1:2 | ФК «Путрівка» |
| -------------------- | --- | ------------- |
|                      |     |               |

| «Салтік», с. Мала Солтанівка |

| 17 вересня 2011 16:00 |

| «Локомотив» (Куп'янськ) | 3:1 | «Збруч» (Волочиськ) |
| ----------------------- | --- | ------------------- |
|                         |     |                     |

| «Дружба», с. Ксаверівка |

#### Підсумкова таблиця
| М | Команда       | І | В | Н | П | РМ  | О |
| - | ------------- | - | - | - | - | --- | - |
| 1 | ФК «Путрівка» | 3 | 3 | 0 | 0 | 8−3 | 9 |
| 2 | «Торпедо»     | 3 | 2 | 0 | 1 | 5−4 | 6 |
| 3 | «Локомотив»   | 3 | 1 | 0 | 2 | 5−6 | 3 |
| 4 | «Збруч»       | 3 | 0 | 0 | 3 | 3−8 | 0 |

## Фінал
| 5 жовтня 2011 16:00 +19 °C |

| «Нове життя» (Андріївка)                          | 4:1      | ФК «Путрівка»       |
| ------------------------------------------------- | -------- | ------------------- |
| Мелащенко 21' Мелащенко 26' Ротань 40' Ротань 76' | протокол | Гориславець 2' (аг) |

| Київ, НТК ім. Віктора Баннікова Глядачів: 400 Арбітр: Є. Сапон (Вінниця) |